# 눈부신 날에
"눈부신 날에"는 2007년 공개된 대한민국의 영화이다.

## 배역
- 박신양 : 우종대 역
- 서신애 : 우준 역
- 예지원 : 하선영 역
- 류승수 : 마동수 역
- 이경영 : 상준 역
- 이정섭 : 석태 역
- 전대병 : 정섭 역
- 김광규 : 양복 남자 역
- 유재명 : 수술실 의사 역
- 이도형 : 교복 역
- 김준 : 교복 친구 역
- 태인호 : 정복 경찰 역
- 지진희 : 선영 남편 역 (특별출연)

## 수상
- 2007년 제2회 로마국제영화제
  - 도시의 알리체 청소년부문상 - 박광수